# U-439
| U-439                      | U-439                                                          | U-439                                                          |
| -------------------------- | -------------------------------------------------------------- | -------------------------------------------------------------- |
|                            |                                                                |                                                                |
|                            |                                                                |                                                                |
|                            |                                                                |                                                                |
| Під прапором               | Третій рейх                                                    | Третій рейх                                                    |
| Спуск на воду              | 11 жовтня 1941 року                                            | 11 жовтня 1941 року                                            |
| Виведений зі складу флоту  | 4 травня 1943 року                                             | 4 травня 1943 року                                             |
| Сучасний статус            | затоплений                                                     | затоплений                                                     |
| Проєкт                     |                                                                |                                                                |
| Тип ПЧ                     | Торпедний ДПЧ                                                  | Торпедний ДПЧ                                                  |
| Основні характеристики     |                                                                |                                                                |
| Швидкість (надводна)       | 17,7 вузлів                                                    | 17,7 вузлів                                                    |
| Швидкість (підводна)       | 7,6 вузлів                                                     | 7,6 вузлів                                                     |
| Робоча глибина занурення   | 100 м                                                          | 100 м                                                          |
| Гранична глибина занурення | 220 м                                                          | 220 м                                                          |
| Екіпаж                     | 44 осіб                                                        | 44 осіб                                                        |
| Розміри                    |                                                                |                                                                |
| Довжина найбільша (по КВЛ) | 67,1 м                                                         | 67,1 м                                                         |
| Ширина корпусу найб.       | 6,2 м                                                          | 6,2 м                                                          |
| Висота                     | 9,6 м                                                          | 9,6 м                                                          |
| Середня осадка (по КВЛ)    | 4,70 м                                                         | 4,70 м                                                         |
| Водотоннажність надводна   | 769 т                                                          | 769 т                                                          |
| Озброєння                  |                                                                |                                                                |
| Артилерія                  | одна палубна гармата калібру 88-мм, одна 20-мм зенітна гармата | одна палубна гармата калібру 88-мм, одна 20-мм зенітна гармата |
| Торпедно- мінне озброєння  | 4 носових і один кормовий ТА. 14 торпед або 26 мін             | 4 носових і один кормовий ТА. 14 торпед або 26 мін             |

U-439 — німецький підводний човен типу VIIC, часів  Другої світової війни.
Замовлення на будівництво човна було віддане 5 січня 1940 року. Човен був закладений на верфі суднобудівної компанії «F.Schichau GmbH» у Данцигу 1 жовтня 1940 року під заводським номером 1490, спущений на воду 11 жовтня 1941 року, 20 грудня 1941 року увійшов до складу 5-ї флотилії. Також за час служби перебував у складі 1-ї флотилії
Човен зробив 4 бойові походи, в яких не потопив та не пошкодив жодного судна.
Затонув 4 травня 1943 року у Північній Атлантиці західніше мису Фіністерре (43°32′ пн. ш. 13°20′ зх. д. / 43.533° пн. ш. 13.333° зх. д.) після зіткнення з U-659. 40 членів екіпажу загинули, 9 врятовано.

## Командири
- Капітан-лейтенант Вольфганг Шпорн (20 грудня 1941 — 17 лютого 1943)
- Оберлейтенант-цур-зее Гельмут фон Тіппельскірх (18 лютого — 4 травня 1943)